# (32562) Caseywarner
(32562) Caseywarner est un astéroïde de la ceinture principale.

## Description
(32562) Caseywarner est un astéroïde de la ceinture principale. Il fut découvert le 16 août 2001 à Socorro par le projet LINEAR. Il présente une orbite caractérisée par un demi-grand axe de 2,71 UA, une excentricité de 0,09 et une inclinaison de 3,9° par rapport à l'écliptique.

## Compléments